# محرشفات
المحرشفات (الاسم العلمي: Hymenolepididae) هي فصيلة من الحيوانات تتبع رتبة حلقيات المحاجم من طائفة الديدان الشريطية.

## الأجناس
- المحرشفة